# Pčelarska dimilica
Pčelarska dimilica (razgovorno dimilica) služi za umirivanje pčela dimom pri otvaranju košnice. Dimilica je jedan od prepoznatljivijih alata koji povezujemo s pčelarstvom. To je u stvari prilično jednostavna naprava kojom se spaljuje goriv materijal u zatvorenom okruženju gotovo pa bez prisustva kisika. Klasična dimilica ima mijeh na koji pčelar pritiskom upuhuje zrak u ložište (kučište) dimilice pa on zajedno s dimom izlazi na suženom vrhu dimilice. 
Postoji više različitih tipova dimilica, ali najvažnije je da mehanizam za upuhavanje zraka u dimilicu bude dobar, da je cilindar odgovarajućeg obujma (volumena), kako bi materijal za stvaranje dima pri jednom punjenju trajao što duže. Svakako, dimilica ne smije da bude preteška i nespretna za rad, i obavezno mora da ima rešetku za sprječavanje izlaska iskri, smolastih materija i čađi iz nje. Materijal za izgaranje treba da bude takav da sporo izgara i proizvodi dim koji nije mnogo ljut. U ovu svrhu najbolje je upotrebljavati sušene gljive koje rastu na drveću (guba), trulo drvo, stare krpe, koru drveta i slično.

## Djelovanje dima na pčele
Danas znamo da pčela izlučuje kada je u opasnosti feromon koji uzbunjuje ostale pčele upozoravajući ih na opasnost. Taj feromon je toliko jak da ga može osjetiti i daleko slabije osjetilo njuha kod ljudi. Instinktivno pčele polijeću, kruže i istražuju uzrok opasnosti. Ako utvrde da je prijetnja nastala za druge pčele iz zajednice i za stanište same zajednice mogu se odlučiti na ubod. Ubodom pčele ispuštaju (oslobađaju) još više feromona što dovodi do pojačanja aktivnosti i ostalih pčela sve do prestanka opasnosti.
U svojim počecima i prije nastanka današnjih košnica ljudi koji su tada krali med pčelinjim zajednicama koje su pronašli u prirodi shvatili su kako je mnogo bezbolnije i lakše pljačkati pčele kada se u blizini nalazi zapaljena baklja koja dimi. Kako djeluje dim? Način sporazumijevanja (komunikacije) pčela je preko mirisa i vizualni. Ubacivanjem malo dima unutar zajednice primarni su načini sporazumijevanja pčela, prvenstveno miris, smanjeni. Prisustvo dima na kraće vrijeme učinkovito prekida sporazumijevanja među pčelama i privremeno uzrokuje zbunjenost i pomutnju. Prekida se sporazumijevanja među stražaricama, kućnim pčelama, maticom i izletnicama. Pčele se nagonski smiruju, "snimaju" stupanj opasnosti koji im prijeti u staništu. Za to vrijeme pčelar bi trebao u što kraćem roku obaviti predviđene radnje pri tom čim manje uznemiravajući već zbunjene pčele. 
Preveliko i prečesto upuhivanje dima u zajednice može negativno djelovati na pčelinju zajednicu i stvoriti prevelik stupanj uzbune koji nastaje ako se u blizini širi požar. Pčele će dezorijentaciju shvatiti kao znak opasnosti i početi letjeti uokolo pokušavajući pritom utvrditi što se događa, spasiti svoje zalihe.  

### Materijal za dimilice
Mnoga su sredstva u većoj ili manjoj mjeri dobra, međutim ima i onih koja su opasna kako za pčele tako i za pčelara. Na tržištu danas imamo velik izbor ponude već gotovih sredstava. Najčešće su to briketi od prešanih pamučnih vlakana ili piljevine. Treba upamtiti da su svi prirodni materijali više manje dobri, a treba izbjegavati upotrebu kemikalija, petroleja i proizvoda na bazi petroleja, benzina i sličnih proizvoda na njegovoj bazi i slično. Suho trulo drvo je odličan izbor, ostaci suhih listova duhana, borove iglice, gljive, piljevina, suhe grančice i slično također.

### Modeli dimilica
Na tržištu postoje različiti modeli dimilica koji se u osnovi razlikuju na velike i male. Bolji izbor bio bi veliki model. Iako su se u povijesti dimilice izrađivale iz različitih materijala poput bakra, čeličnog lima i slično, danas se uglavnom proizvode iz nehrđajućeg čelika koji se pokazao kao najprihvatljiviji. Traju najduže i lakše ih je održavati. Među modelima osim po veličini nailazimo i na one koji imaju štitnik s vanjske strane, a to je mali ali bitan detalj koji ako spriječi opeklinu samo jednom opravdava postojanje. Tako da osim što bi trebalo kupiti veći promjer dimilice treba paziti i da ona ima vanjski štitnik protiv opekotina (temperature).